# U 59 (U-Boot, 1939)
U 59 war ein U-Boot vom Typ II C, das im Zweiten Weltkrieg von der deutschen Kriegsmarine eingesetzt wurde.

## Geschichte
Der Auftrag für das Boot wurde am 17. Juni 1937 an die Deutschen Werke in Kiel vergeben. Die Kiellegung erfolgte am 5. Oktober 1937, der Stapellauf am 12. Oktober 1938, die Indienststellung unter Oberleutnant zur See Harald Jürst fand schließlich am 4. März 1939 statt.
Das Boot gehörte von der Indienststellung am 4. März 1939 bis zum 31. Dezember 1939 als Ausbildungs- und Frontboot zur U-Flottille „Emsmann“ in Kiel. Nach der Neugliederung der Flottillen gehörte U 59 vom 1. Januar 1940 bis zum 31. Dezember 1940 zur 1. U-Flottille in Kiel. Das Boot kam am 1. Januar 1941 als Schulboot zur 22. Flottille in Gotenhafen bzw. ab dem 1. Juli 1944 bis zum April 1945 zur 19. U-Flottille in Pillau bzw. Kiel.
U 59 unternahm während seiner Dienstzeit 14 Feindfahrten, auf der es 17 Schiffe mit einer Gesamttonnage von 33.750 BRT versenken konnte.

## Einsatzstatistik

### Erste Feindfahrt
Das Boot lief am 29. August 1939 um 15.50 Uhr von Helgoland aus und lief am 11. September 1939 um 17.35 Uhr in Kiel ein. Auf dieser 14 Tage dauernden Unternehmung in der Nordsee und der Großen Fischerbank, wurden keine Schiffe versenkt oder beschädigt.

### Zweite Feindfahrt
Das Boot lief am 22. Oktober 1939 um 3.00 Uhr von Kiel aus und lief am 9. November 1939 um 23.00 Uhr wieder dort ein. Auf dieser 19 Tage dauernden und 2.017 sm über und 357 sm unter Wasser langen Unternehmung in die Nordsee und westlich der Orkneys wurden zwei Schiffe mit 815 BRT und ein U-Jäger mit 655 BRT versenkt.
- 28. Oktober 1939: Versenkung des britischen Fischdampfers Lynx II (Lage) mit 250 BRT. Der Dampfer wurde durch Artillerie und Sprengsatz versenkt. Es kam aus Grimsby und war auf dem Weg zum Fischfang. Es gab keine Verluste.

- 28. Oktober 1939: Versenkung des britischen Fischdampfers St. Nidan (Lage) mit 565 BRT der Dampfer wurde durch Artillerie und Sprengsatz versenkt. Es kam vom Fischfang und war auf dem Weg nach Hull. Es gab keine Verluste.

- 30. Oktober 1939: Versenkung des britischen Hilfs-U-Boot-Jägers HMS Northern Rover mit 655 BRT. Der Dampfer wurde durch einen Torpedo versenkt.

### Dritte Feindfahrt
Das Boot lief am 30. November 1939 um 23.00 Uhr von Kiel aus und lief am 8. Dezember 1939 um 12.40 Uhr in Wilhelmshaven ein. Auf dieser neun Tage dauernden Minenunternehmung wurden neun TMB-Minen beim Cockle-Feuerschiff gelegt und zwei Schiffe mit zusammen 705 BRT versenkt.
- 6. Dezember 1939: Versenkung des britischen Hilfs-Minensuchbootes HMS Washington mit 209 BRT. Der Dampfer wurde durch einen Minentreffer versenkt.

- 12. Dezember 1939: Versenkung des britischen Dampfers Marwick Head mit 496 BRT. Der Dampfer wurde durch einen Minentreffer versenkt. Er hatte Kohle geladen und befand sich auf dem Weg von Bo’ness nach London. Es gab fünf Tote und vier Überlebende.

### Vierte Feindfahrt
Das Boot lief am 14. Dezember 1939 um 10.20 Uhr von Wilhelmshaven aus und lief am 19. Dezember 1939 um 23.35 Uhr in Kiel ein. Auf dieser sechs Tage dauernden Unternehmung in die Nordsee an der britischen Ostküste wurden vier Schiffe mit 5.505 BRT versenkt.
- 16. Dezember 1939: Versenkung des schwedischen Dampfers Lister (Lage) mit 1.366 BRT. Der Dampfer wurde durch einen Torpedo versenkt. Er hatte Holz geladen und befand sich auf dem Weg nach Antwerpen. Es gab keine Verluste.

- 16. Dezember 1939: Versenkung des norwegischen Dampfers Hild mit 1.356 BRT. Der Dampfer wurde durch einen G7e-Torpedo versenkt. Er hatte eine unbekannte Ladung und war auf dem Weg nach England. Es war ein Totalverlust.

- 17. Dezember 1939: Versenkung des dänischen Dampfers Bogö (Lage) mit 1.214 BRT. Der Dampfer wurde durch einen G7a-Torpedo versenkt. Er fuhr in Ballast und war auf dem Weg von Göteborg nach Methil. Es war ein Totalverlust mit 15 Toten.

- 17. Dezember 1939: Versenkung des norwegischen Dampfers Glittrefjell (Lage) mit 1.568 BRT. Der Dampfer wurde durch einen Torpedo versenkt. Er fuhr in Ballast und war auf dem Weg von Oslo zum Tyne.

### Fünfte Feindfahrt
Das Boot lief am 14. Januar 1940 um 11.05 Uhr von Kiel aus und lief am 22. Januar 1940 um 18.20 Uhr in Wilhelmshaven ein. Auf dieser neun Tage dauernden Unternehmung in die Nordsee und der britischen Ostküste, wurde ein Schiff mit 1.296 BRT versenkt.
- 19. Januar 1940: Versenkung des französischen Dampfers Quiberon mit 1.296 BRT. Der Dampfer wurde durch einen G7a-Torpedo versenkt. Er hatte eine unbekannte Fracht und war auf dem Weg von Rouen nach Boston. Es war ein Totalverlust.

### Sechste Feindfahrt
Das Boot lief am 29. Januar 1940 um 9.20 Uhr von Wilhelmshaven aus und lief am 8. Februar 1940 um 12.50 Uhr wieder dort ein. Auf dieser elf Tage dauernden und zirka 870 sm langen Unternehmung in die Nordsee und vor der britischen Ostküste, wurden drei Schiffe mit 2.400 BRT versenkt und ein Schiff mit 4.897 BRT beschädigt.
- 1. Februar 1940: Versenkung des britischen Motorschiffes Ellen M (Lage) mit 498 BRT. Das Schiff wurde durch einen G7e-Torpedo versenkt. Es hatte Kohle geladen und befand sich auf dem Weg von Immingham nach London. Es war ein Totalverlust mit sieben Toten.

- 2. Februar 1940: Versenkung des britischen Tankers Creofield (Lage) mit 838 BRT. Der Tanker wurde durch einen G7a-Torpedo versenkt. Er hatte Kreosat-Öl geladen und befand sich auf dem Weg von London nach Middlesbrough. Es war ein Totalverlust mit 16 Toten.

- 2. Februar 1940: Versenkung des britischen Dampfers Portelet (Lage) mit 1.064 BRT. Der Dampfer wurde durch einen G7e-Torpedo versenkt. Er fuhr in Ballast und war auf dem Weg von Ipswich nach Sunderland. Es gab zwei Tote und neun Überlebende.

- 2. Februar 1940: Beschädigung des britischen Dampfers Beechwood mit 4.897 BRT. Der Dampfer wurde durch einen G7e-Torpedo beschädigt.

### Siebente Feindfahrt
Das Boot lief am 14. März 1940 um 14.15 Uhr von Wilhelmshaven aus und lief am 20. März 1940 um 12.00 Uhr wieder dort ein. Auf dieser sechs Tage dauernden und 561 sm über und 55,2 sm unter Wasser langen Unternehmung in die Nordsee, wurden keine Schiffe versenkt oder beschädigt.

### Achte Feindfahrt
Das Boot lief am 31. März 1940 um 18.54 Uhr zum Unternehmen Weserübung von Wilhelmshaven aus und lief am 7. Mai 1940 um 16.15 Uhr in Kiel ein. Es lief am 16. April 1940 um 23.25 Uhr zur Ergänzung in Bergen ein und lief am 17. April 1940 um 5.10 Uhr wieder aus. Auf dieser 38 Tage dauernden und zirka 3.000 sm über und 1.119 sm unter Wasser langen Unternehmung zum Pentland Firth und vor Norwegen, wurde ein Schiff mit 2.118 BRT versenkt.
- 6. April 1940: Versenkung des norwegischen Dampfers Navarra (Lage) mit 2.118 BRT. Der Dampfer wurde durch einen G7a-Torpedo versenkt. Er hatte 3.000 t Kohle geladen und befand sich auf dem Weg von Swansea nach Oslo. Es war ein Totalverlust mit zwölf Toten.

### Neunte Feindfahrt
Das Boot lief am 15. Juni 1940 um 0.40 Uhr von Kiel aus und lief am 16. Juni 1940 um 17.35 Uhr wieder dort ein. Die Unternehmung wurden wegen Maschinenproblemen abgebrochen. Auf dieser zwei Tage dauernden Unternehmung wurden keine Schiffe versenkt oder beschädigt.

### Zehnte Feindfahrt
Das Boot lief am 18. Juli 1940 um 18.05 Uhr von Kiel aus und lief am 4. August 1940 in Bergen ein. Auf dieser 18 Tage dauernden und zirka 2.100 sm über und 281 sm unter Wasser langen Unternehmung in den Nordatlantik und den Nordkanal, wurde ein Schiff mit 1.981 BRT versenkt.
- 1. August 1940: Versenkung des schwedischen Dampfers Sigyn (Lage) mit 1.981 BRT. Der Dampfer wurde durch einen Torpedo versenkt. Er hatte 765 t Grubenholz geladen und befand sich auf dem Weg nach Sunderland. Es gab keine Verluste und 23 Überlebende.

### Elfte Feindfahrt
Das Boot lief am 8. August 1940 um 20.13 Uhr von Bergen aus und lief am 19. August 1940 um 19.50 Uhr in Lorient ein. Auf dieser zwölft Tage dauernden und 1.800 sm über und 77 sm unter Wasser langen Unternehmung in den Nordatlantik und dem Nordkanal, wurde ein Schiff mit 2.339 BRT versenkt.
- 14. August 1940: Versenkung des britischen Dampfers Betty (Lage) mit 2.339 BRT. Der Dampfer wurde durch zwei G7e-Torpedos versenkt. Er hatte 2.726 t Reis geladen und befand sich auf dem Weg von Saigon nach Liverpool, Es gab 30 Tote und vier Überlebende.

### Zwölfte Feindfahrt
Das Boot lief am 26. August 1940 um 20.00 Uhr von Lorient aus und lief am 3. September 1940 um 19.20 Uhr wieder dort ein. Auf dieser acht Tage dauernden und zirka 1.350 sm über und 51 sm unter Wasser langen Unternehmung in den Nordatlantik und dem Nordkanal, wurde ein Schiff mit 2.508 BRT versenkt, ein Schiff mit 4.943 BRT so schwer beschädigt, dass es als Totalverlust galt, und ein Schiff mit 8.009 BRT beschädigt.
- 30. August 1940: Schwere Beschädigung des griechischen Dampfers San Gabriel mit 4.943 BRT. Der Dampfer wurde durch einen G7e-Torpedo so schwer beschädigt, dass er beim Einschleppen bei Cardross strandete und als Totalverlust aufgegeben wurde. Der Dampfer fuhr in Ballast und war auf dem Weg von Liverpool nach St. Vincent. Das Schiff gehörte zum Konvoi OB-205 mit 32 Schiffen. Es gab zwei Tote und 22 Überlebende.

- 30. August 1940: Beschädigung des britischen Tankers Anadara mit 8.009 BRT. Der Dampfer wurde durch einen Torpedo beschädigt. Er fuhr in Ballast und war auf dem Weg von Dingle nach Corpus Christi. Das Schiff gehörte zum Konvoi OB-205. Es gab keine Verluste

- 31. August 1940: Versenkung des britischen Dampfers Har Zion (Lage) mit 2.508 BRT. Der Dampfer wurde durch zwei Torpedos versenkt. Er hatte 1.000 Behälter Spiritus und 120 t Düngemittel geladen und war auf dem Weg von Liverpool nach Savannah. Es gab 34 Tote und einen Überlebende. Das Schiff war ein Nachzügler des Konvois OB-205.

### Dreizehnte Feindfahrt
Das Boot lief am 7. September 1940 um 20.00 Uhr von Lorient aus und lief am 21. September 1940 um 17.30 Uhr wieder dort ein. Auf dieser 14 Tage dauernden und 1.987 sm über und 197 sm unter Wasser langen Unternehmung in den Nordatlantik, dem Nordkanal und den Hebriden, wurden keine Schiffe versenkt oder beschädigt.

### Vierzehnte Feindfahrt
Das Boot lief am 3. Oktober 1940 um 17.00 Uhr von Lorient aus und lief am 20. Oktober 1940 um 13.41 Uhr in Kiel ein. Es lief am 15. Oktober 1940 um 14.00 Uhr zur Ergänzung in Bergen ein und lief am 17. Oktober 1940 um 14.00 Uhr wieder aus. Auf dieser 17 Tage dauernden und zirka 2.500 sm über und 123 sm unter Wasser langen Unternehmung in den Nordatlantik, dem Nordkanal, den Hebriden und der Nordsee, wurden zwei Schiffe mit 12.676 BRT versenkt.
- 7. Oktober 1940: Versenkung des norwegischen Motorschiffes Touraine (Lage) mit 5.811 BRT. Das Schiff wurde durch zwei Torpedos versenkt. Es fuhr in Ballast und war auf dem Weg von Glasgow nach Sydney. Es gab keine Verluste.

- 12. Oktober 1940: Versenkung des britischen Motorschiffes Pacific Ranger (Lage) mit 6.865 BRT. Das Schiff wurde durch einen Torpedo versenkt. Es hatte 8.235 t Holz, Metalle und Frachtgut geladen und war auf dem Weg von Vancouver und Seattle über Panama und den Bermudas nach Manchester. Das Schiff gehörte zum Konvoi HX-77 mit 40 Schiffen. Es gab keine Verluste und 53 Überlebende.

## Verbleib
U 59 wurde im April 1945 in Kiel außer Dienst gestellt und am 3. Mai 1945 im Marinearsenal in Kiel gemäß dem lange bestehenden, von Großadmiral Dönitz erst am Abend des 4. Mai 1945 aufgehobenen Regenbogen-Befehl von seiner Besatzung selbstversenkt. Das Wrack wurde nach Kriegsende abgebrochen.
- Karte mit allen Koordinaten:
- OSM |
- WikiMap